# Marcelo Méndez
Marcelo Méndez (23 marzo 1956) è un ex schermidore argentino.

## Biografia
Ha partecipato ai Giochi della XXI Olimpiade di Montréal nel 1976.

## Palmarès
In carriera ha conseguito i seguenti risultati:
- Giochi panamericani:

Città del Messico 1975: bronzo nella sciabola a squadre.